# Cantó de Castellnou d'Arri-Sud

Cantó de Castellnou d'Arri-Sud

El cantó de Castellnou d'Arri-Sud és un cantó francès del departament de l'Aude, a la regió d'Occitània. Està inclòs al districte de Carcassona, té 13 municipis i el cap cantonal és Castellnou d'Arri.

## Municipi
- Castellnou d'Arri
- Fendelha
- La Bastida d'Anjó
- Las Bòrdas
- Laurapuc
- Mas Santas Puèlas
- Miraval de Lauragués
- Montferrand
- Puègsiuran
- Ricaud
- Sant Martin la Landa
- Vilanòva la Comptal
- Vilapinta